# کانال د بردون
کانال د بردون (به اسپانیایی: Canal de Berdún) یک دهستان در اسپانیا است که در استان اوئسکا واقع شده‌است. کانال د بردون ۱۳۳ کیلومتر مربع مساحت و ۴۰۱ نفر جمعیت دارد.